# Ethiopian Broadcasting Corporation

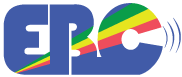
EBC-Logo

Die Ethiopian Broadcasting Corporation (kurz: EBC; amharisch የኢትዮጵያ ብሮድካስቲንግ ኮርፖሬሽን yä-Ityop̣p̣əya Brodkasting Korporešən, kurz: ኢብኮ) ist der staatliche Rundfunkveranstalter Äthiopiens auf Bundesebene mit Sitz in Addis Abeba und Teil des öffentlichen Rundfunksektors des Landes.

## Geschichte
Der Hörfunk begann in Äthiopien 1935. Der reguläre Fernsehdienst startete 1964 mit Unterstützung der damals britischen Firma Thomson, das Farbfernsehen 1982.
1968 wurden Hörfunk und Fernsehen unter dem Dach des Ethiopian Broadcasting Service (kurz: EBS) zusammengefasst, woraus 1995 die Ethiopian Radio and Television Agency (kurz: ERTA; amharisch የኢትዮጵያ ሬዲዮና ቴሌቪዥን ድርጅት yä-Ityop̣p̣əya Rediyo-na Televižən Dərəǧǧət, kurz: ኢሬቴድ) und 2014 die EBC hervorging.

## Programme

### Hörfunk
- National Radio (ብሔራዊ ሬዲዮ Bəherawi Rediyo)[4] auf Amharisch, Oromo, Tigrinya, Somali, Afar
- FM Addis 97.1 (ኤፍኤም አዲስ 97.1) auf Amharisch
- FM 104.7 (ኤፍኤም 104.7) auf Englisch, Französisch (11–14 Uhr Ortszeit) und Arabisch (14–15 Uhr Ortszeit)[5]

### Fernsehen

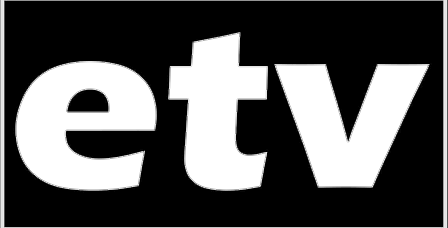
ETV-Logo

Das Fernsehen sendet auf Amharisch, Oromo, Tigrinya, Somali, Afar, Harari und Englisch.
- ETV News (ኢቲቪ ዜና ITiVi Zena)
- ETV Languages (ኢቲቪ ቋንቋ ITiVi Qwanqwa)
- ETV Entertainment (ኢቲቪ መዝናኛ ITiVi Mäznaňa)

Das Programm beinhaltet Nachrichten, Sport, Musik und verschiedene Unterhaltungssendungen, wie Ethiopian Idol, das äthiopische Pendant zu American Idol (DSDS in Deutschland). In den letzten Jahren übertrug ETV auch vermehrt Fußballspiele verschiedener europäischer Ligen (2007 die Primera División, 2008 die englische Premier League) sowie einige internationale Spiele.

## Weitere Anbieter
Der äthiopische Rundfunk teilt sich in einen öffentlichen, einen kommerziellen und einen kommunalen Sektor. Im öffentlichen Rundfunksektor gibt es neben der EBC Programme der Regionen, darunter auch spezielle Bildungsprogramme. Daneben bestehen ca. 20 kommerzielle Fernseh- und über 10 kommerzielle Hörfunkstationen sowie zahlreiche kleine kommunale Radiosender.